# Gymnopternus aldrichi
Gymnopternus aldrichi är en tvåvingeart som beskrevs av Robinson 1964. Gymnopternus aldrichi ingår i släktet Gymnopternus och familjen styltflugor. Inga underarter finns listade i Catalogue of Life.